# 원윤수 (1887년)
원윤수(元胤洙, 1887년 ~ 1940년)는 일제강점기의 기업인이다.

## 생애
현재의 서울 용산구 도동 지역 출신이다. 한학을 공부하다가 1907년 경부터 경성부 남대문시장에서 잡화상을 운영했다. 20대 후반인 1915년 무렵에는 과일 위탁 판매업을 경영하면서 기업인으로 성장하게 되었다.
1932년 경에는 광업을 겸하였는데, 황해도 곡산군 백년산에서 텅스텐을 발견하여 백년광산으로 개발하면서 더욱 큰 부를 쌓게 되었다. 광업 기업인으로 크게 성공하여 함경남도 안변군, 강원도 횡성군, 경상북도 김천군 등에 100광구 이상을 보유하게 되었다. 광산 경영과 함께 해산물 도매상과 모피 무역상 운영도 병행하였다.
1922년에 설립되어 과일 위탁 및 중개를 맡은 경성흥업과, 중석 채굴과 판매를 주로 담당한 합작회사 일화광업상회, 해산물 모피 회사로 1935년에 설립된 대창상회의 세 회사가 주요 사업 분야였다. 1937년 이후 백년광산을 매각하고, 금융신탁, 요식업, 제조공업, 상업 등 여러 분야에 분산 투자하였다.
중일 전쟁이 발발한 1937년에 "국방열을 보급"한다는 취지로 창립된 조선국방협회 발기인을 지냈다. 일본군에 군량미와 비행기 대금 등을 헌납하여, 이 무렵 최창학, 방응모와 함께 광산 성금으로 이름을 날린 부호들 중 한 명이었다. 1935년 총독부가 편찬한 《조선공로자명감》에는 353명의 조선인 공로자 중 한 명으로 기재되어 있다.
1934년에 백년학교를 설립 하고 학교 사업에 사재를 여러 차례 내어놓는 등 교육에 큰 관심을 보였고, 1938년에는 성남고등학교의 전신인 원석학원을 설립하였으며, 1940년 1월 5일 사망했다.
2008년에 민족문제연구소가 발표한 친일인명사전 수록예정자 명단 중 지역유력자 부문에 선정되었다.

## 같이 보기
- 성남고등학교
- 성남중학교

## 참고 자료
- 원윤수(元胤洙) - 국사편찬위원회